# Preston Purifoy
Preston Purifoy (Conway, 16 gennaio 1992) è un cestista statunitense.

## Palmarès
- Supercoppa del Portogallo: 1

Porto: 2019